# ذا وودلاندز (تكساس)
ذا وودلاندز (بالإنجليزية: The Woodlands)‏ هي مدينة أمريكية تقع في ولاية تكساس.تبلغ مساحة هذه المدينة 113.6 (كم²)،ويبلغ عدد سكانها 93847 نسمة حسب إحصاء سنة 2010 م.

## التركيبة السكانية
حدّد مكتب تعداد الولايات المتحدة بيانات التركيبة السكانية لذا وودلاندز في تعداد الولايات المتحدة. في ما يلي، التركيبة السكانية حسب تعدادي 2000 و2010.

### تعداد عام 2000
بلغ عدد سكان ذا وودلاندز 55,649 نسمة بحسب تعداد عام 2000، وبلغ عدد الأسر 19,881 أسرة وعدد العائلات 15,551 عائلة مقيمة في المنطقة السكنية. في حين سجلت الكثافة السكانية 489.9 نسمة لكل كيلومتر مربع (1,268.8/ميل2). وبلغ عدد الوحدات السكنية 21,014 وحدة بمتوسط كثافة قدره 185 لكل كيلومتر مربع (479.1/ميل2).
وتوزع التركيب العرقي للمنطقة السكنية بنسبة 92.36% من البيض و1.75% من الأمريكيين الأفارقة و0.29% من الأمريكيين الأصليين و2.80% من الأمريكيين ذوي الأصول الآسيوية و0.05% من سكان جزر المحيط الهادئ و1.43% من الأعراق الأخرى و1.32% من عرقين مختلطين أو أكثر و6.64% من الهسبانيون أو اللاتينيون من أي عرق.
بلغ عدد الأسر 19,881 أسرة كانت نسبة 48.2% منها لديها أطفال تحت سن الثامنة عشر تعيش معهم، وبلغت نسبة الأزواج القاطنين مع بعضهم البعض 69.2% من أصل المجموع الكلي للأسر، ونسبة 7.2% من الأسر كان لديها معيلات من الإناث دون وجود شريك، بينما كانت نسبة 1.9% من الأسر لديها معيلون من الذكور دون وجود شريكة وكانت نسبة 21.8% من غير العائلات. تألفت نسبة 19.1% من أصل جميع الأسر من عدة أفراد يعيشون في نفس المنزل ونسبة 7.3% كانت تتألف من شخص يعيش بمفرده يبلغ من العمر 65 عاماً أو أكثر. وبلغ متوسط حجم الأسرة المعيشية 2.78، أما متوسط حجم العائلات فبلغ 3.21.
بلغ العمر الوسطي للسكان 36.9 عاماً. وكانت نسبة 31.8% من القاطنين تحت سن الثامنة عشر، وكانت نسبة 5% بين الثامنة عشر والرابعة والعشرين عاماً، ونسبة 30.5% كانت واقعةً في الفئة العمرية ما بين الخامسة والعشرين والرابعة والأربعين عاماً، ونسبة 25.1% كانت ما بين الخامسة والأربعين والرابعة والستين، ونسبة 7% كانت ضمن فئة الخامسة والستين عاماً فما فوق. يوجد لكل 100 أنثى 93.5 ذكر، ويوجد لكل 100 أنثى في الثامنة عشر من عمرها فما فوق 89.3 ذكر.
بلغ متوسط دخل الأسرة في المنطقة السكنية 85,253 دولارًا، أما متوسط دخل العائلة فبلغ 98,675 دولارًا. وكان متوسط دخل الذكور 78,642 دولارًا مقابل 38,505 دولارًا للإناث. وسجل دخل الفرد الخاص بالمنطقة السكنية 37,724 دولارًا. وكانت نسبة 3% من العائلات ونسبة 4.2% من السكان تحت خط الفقر، وكان من هؤلاء نسبة 4.2% تحت سن الثامنة عشر ونسبة 10.6% في الخامسة والستين من العمر وما فوق.

### تعداد عام 2010
بلغ عدد سكان ذا وودلاندز 93,847 نسمة بحسب تعداد عام 2010، وبلغ عدد الأسر 34,986 أسرة وعدد العائلات 26,309 عائلة مقيمة في المنطقة السكنية. في حين سجلت الكثافة السكانية 826.1 نسمة لكل كيلومتر مربع (2,139.6/ميل2). وبلغ عدد الوحدات السكنية 37,339 وحدة بمتوسط كثافة قدره 328.7 لكل كيلومتر مربع (851.3/ميل2).
وتوزع التركيب العرقي للمنطقة السكنية بنسبة 88.39% من البيض و2.42% من الأمريكيين الأفارقة و0.34% من الأمريكيين الأصليين و4.93% من الأمريكيين ذوي الأصول الآسيوية و0.07% من سكان جزر المحيط الهادئ و1.77% من الأعراق الأخرى و2.09% من عرقين مختلطين أو أكثر و12.25% من الهسبانيون أو اللاتينيون من أي عرق.
بلغ عدد الأسر 34,986 أسرة كانت نسبة 41.1% منها لديها أطفال تحت سن الثامنة عشر تعيش معهم، وبلغت نسبة الأزواج القاطنين مع بعضهم البعض 65.3% من أصل المجموع الكلي للأسر، ونسبة 7.5% من الأسر كان لديها معيلات من الإناث دون وجود شريك، بينما كانت نسبة 2.4% من الأسر لديها معيلون من الذكور دون وجود شريكة وكانت نسبة 24.8% من غير العائلات. تألفت نسبة 21.7% من أصل جميع الأسر من عدة أفراد يعيشون في نفس المنزل ونسبة 7.3% كانت تتألف من شخص يعيش بمفرده يبلغ من العمر 65 عاماً أو أكثر. وبلغ متوسط حجم الأسرة المعيشية 2.67، أما متوسط حجم العائلات فبلغ 3.14.
بلغ العمر الوسطي للسكان 39.5 عاماً. وكانت نسبة 28.6% من القاطنين تحت سن الثامنة عشر، وكانت نسبة 5.6% بين الثامنة عشر والرابعة والعشرين عاماً، ونسبة 25.1% كانت واقعةً في الفئة العمرية ما بين الخامسة والعشرين والرابعة والأربعين عاماً، ونسبة 31% كانت ما بين الخامسة والأربعين والرابعة والستين، ونسبة 9.6% كانت ضمن فئة الخامسة والستين عاماً فما فوق. وتوزع التركيب الجنسي للسكان بنسبة 48.4% ذكور و51.6% إناث.

## أعلام
- جوستين غيلبرت
- شون غلينون
- رستي بيرس
- كيربي بليس بلانتون
- براد نورث